# Melvin Taylor

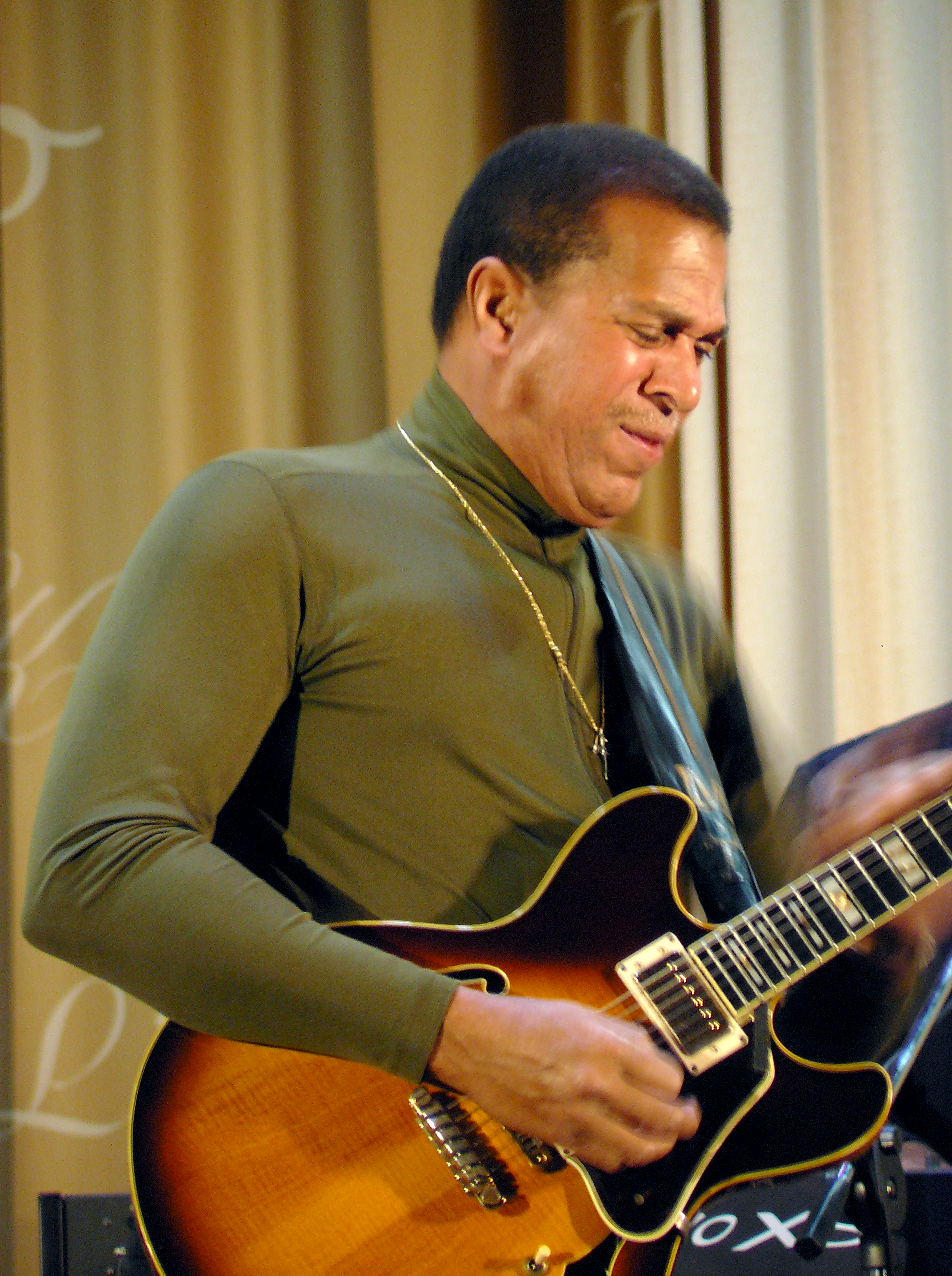
Melvin Taylor on stage in Kiev, Ukraine

Melvin Taylor (* 13. März 1959 in Jackson, Mississippi) ist ein US-amerikanischer Blues-Rock Gitarrist aus Chicago.

## Diskografie
- 1993: Plays The Blues For You
- 1994: Blues On The Run
- 1995: Melvin Taylor and The Slack Band
- 1997: Dirty Pool
- 2000: Bang That Bell
- 2002: Rendezvous with the Blues
- 2007: My Heart Belongs to Jesus
- 2010: Beyond the Burning Guitar
- 2012: Sweet Taste of Guitar[1]